# 大杖正彦
大杖 正彦（おおつえ まさひこ、1946年10月14日 - ）は、日本のアルペンスキーヤー。鳥取県出身。1972年の冬季オリンピックに出場した。同じアルペンスキーヤーの大杖美保子は姉に当たる。義兄（姉の夫）に丸山仁也がいる。
- 略歴

| 1946       | 大山スキー場で生まれる                                           |
| 出身校     | 大山町立大山第一中学校～鳥取県立米子工業高等学校～慶應義塾大学   |
| 1969～     | スキー留学(スイス3年間)                                          |
| 1970       | バルガルディナ(伊)世界選手権代表                                 |
| 1972       | 札幌オリンピック日本代表                                         |
| 1973～1976 | 全日本女子チームコーチ（インスブルック・オリンピック）           |
| 1977～1980 | 全日本男子チームコーチ（レークプラシッド・オリンピック)          |
| 1981～1984 | オリンピック日本代表アルペンチーム監督（サラエボ・オリンピック） |
| 1985～1988 | デサントスキーチーム監督                                         |
| 1990～2006 | レーシングキャンプ指導コーチ                                     |

- 国内通算成績

| インターハイ | （優勝1回・2位1回）         |
| 国民体育大会 | （優勝3回・2位4回）         |
| 全日本選手権 | （優勝5回・2位3回・3位2回） |

## 参照資料
1. ↑  “Masahiko Otsue Olympic Results”.  Sports Reference LLC. 2020年4月17日時点のオリジナルよりアーカイブ。2018年3月16日閲覧。